# Ungdomsbyen
Ungdomsbyen er et kursuscenter på Nørrebro for både lærere og elever i danske grundskoler, gymnasier og erhvervsskoler. Ungdomsbyen udvikler kurser, indgår i samarbejder om pædagogisk udviklingsarbejde, og er koordinator for UNESCO ASP (de).

## Historie
Ungdomsbyen blev skabt som resultat af et samarbejde mellem staten, private erhvervsaktører, det offentlige og civilsamfundet. Den blev bygget som en mini-by af unge håndværkerlærlinge og skulle fungere som et læringsmiljø for unge og deres lærere, især for folkeskolens ældste klasser. I dag står Ungdomsbyens Kirke tilbage på det gamle område. Kirken er opført i 1960-61 af Holger Jensen. Portrætfilmen Ung kunst i Ungdomsbyen viser udsmykninger lavet af Ole Bach Sørensen.
Fra 1965 til 2007 var Ungdomsbyen en del af Statens Pædagogiske Forsøgscenter (SPF) i Rødovre, hvor den fungerede som en tilskudsfinansieret institution. Efter lukningen af SPF i 2007 blev Ungdomsbyen en selvstændig forening.
Ungdomsbyen har den koordinerende funktion af det pædagogiske netværk UNESCOs ASP netværk (Associated Schools Project) og har haft denne siden 2000. I 2014 flyttede Ungdomsbyen til Global Platform i København, sammen med andre civilsamfundsorganisationer.